# XIe législature du Parlement de La Rioja
La XIe législature du Parlement de La Rioja est un cycle parlementaire du Parlement de La Rioja, d'une durée initiale de quatre ans, ouvert le 22 juin 2023 à la suite des élections du 28 mai précédent.

## Historique
La XIe législature s'ouvre le 22 juin 2023 sous la présidence de María Teresa Villuendas, du PSOE, doyenne de l'Assemblée, qui fait procéder à l'élection de la présidente. Marta Fernández Cornago est élue à la majorité absolue de 17 voix contre 12 à son prédécesseur Jesús María García, du PSOE, 2 à Ángel Alda, de Vox, et 2 votes blancs. Son élection est suivie de celle des deux vice-présidents et des deux secrétaires.
Le 27 juin, le débat d'investiture du nouveau président de La Rioja s'ouvre au Parlement. Gonzalo Capellán, candidat du PP, est investi le lendemain par 17 voix contre 16.

## Bureau
Le bureau du Parlement de La Rioja rassemble le président, deux vice-présidents et deux secrétaires. Le président est élu à la majorité absolue des députés au premier tour, à la majorité simple au second entre les deux candidats ayant recueilli le plus grand nombre de suffrages lors du premier vote. Les vice-présidents et secrétaires sont élus à la majorité simple : les deux candidats qui obtiennent le plus grand nombre de voix sont proclamés élus.
| Poste                    | Titulaire          | Parti | Parti |
| ------------------------ | ------------------ | ----- | ----- |
| Présidente               | Marta Fernández    |       | PP    |
| Première vice-présidente | Teresa Antoñanzas  |       | PP    |
| Second vice-président    | Jesús María García |       | PSOE  |
| Premier secrétaire       | Víctor Visairas    |       | PP    |
| Seconde secrétaire       | Teresa Villuendas  |       | PSOE  |

## Groupes parlementaires
Le règlement du Parlement de La Rioja dispose que les députés issus d'une même candidature ont le droit de former un groupe parlementaire, à condition qu'il compte au moins 2 membres. Les députés appartenant à un même parti ne peuvent former de groupes parlementaires séparés. Les députés ne peuvent intégrer que le groupe parlementaire du parti politique pour lequel ils ont concouru aux élections. Une fois le délai de constitution des groupes achevé, les députés qui ne sont pas membres d'un groupe parlementaire intègrent le groupe mixte. Si, au cours de la législature, l'effectif d'un groupe devient inférieur au seuil requis pour sa création, celui-ci est alors dissous et ses membres intègrent le groupe mixte. En cours de législature, le député qui n'est plus membre de son groupe d'origine devient député non inscrit,.
| Nom | Nom               | Début | Fin | Porte-parole   |
| --- | ----------------- | ----- | --- | -------------- |
|     | Groupe populaire  | 17    |     | Cristina Maiso |
|     | Groupe socialiste | 12    |     | Javier García  |
|     | Groupe VOX        | 2     |     | Ángel Alda     |
|     | Groupe Podemos-IU | 2     |     | Henar Moreno   |

## Commissions parlementaires
| Commission                                                                                         | Président         | Parti | Parti |
| -------------------------------------------------------------------------------------------------- | ----------------- | ----- | ----- |
| Commissions permanentes législatives                                                               |                   |       |       |
| Commission de l'Agriculture, de l'Élevage, du Monde rural et de l'Environnement                    | Catalina Bastida  | PP    |       |
| Commission de la Culture, du Tourisme, des Sports et de la Jeunesse                                | Begoña Martínez   | PP    |       |
| Commission de l'Économie, de l'Innovation, des Entreprises et des Indépendants                     | Antonio Eguizábal | PP    |       |
| Commission de l'Éducation et de l'Emploi                                                           | Carlos Paúl       | PP    |       |
| Commission des Finances, de la Gouvernance publique, de la Société numérique et du Porte-parolat   | Ricardo Velasco   | PSOE  |       |
| Commission de la Politique locale, des Infrastructures et de la Lutte contre le dépeuplement       | Sergio Álvarez    | PP    |       |
| Commission du Budget                                                                               | Carlos Cuevas     | PP    |       |
| Commission de la Santé et des Politiques sociales                                                  | Alberto Olarte    | PP    |       |
| Commissions permanentes non-législatives                                                           |                   |       |       |
| Commission du Règlement et du Statut du député                                                     | Marta Fernández   | PP    |       |
| Commission institutionnelle, du Développement du statut et du Régime des administrations publiques | Diego Bengoa      | PP    |       |
| Commission des Pétitions et de la Défense du citoyen                                               | Pilar Almendáriz  | PP    |       |

## Gouvernement et opposition
| Candidat              | Date                                    | Vote       |    |      |     |    | Résultat |
| Candidat              | Date                                    | Vote       | PP | PSOE | Vox | UP | Résultat |
| Gonzalo Capellán (PP) | 28 juin 2023 (majorité absolue requise) | Oui        | 17 |      |     |    | 17 / 33  |
| Gonzalo Capellán (PP) | 28 juin 2023 (majorité absolue requise) | Non        |    | 12   | 2   | 2  | 16 / 33  |
| Gonzalo Capellán (PP) | 28 juin 2023 (majorité absolue requise) | Abstention |    |      |     |    | 0 / 33   |

## Désignations

### Sénateurs
| Parti | Parti | Sénateur désigné     | Voix |
| ----- | ----- | -------------------- | ---- |
| PP    |       | Mar Cotelo Balmaseda | 17   |

- Désignation : le 14 septembre 2023.